# Castéra-Bouzet
Castéra-Bouzet (okzitanisch: Lo Casterar de Boset) ist eine französische Gemeinde mit 122 Einwohnern (Stand: 1. Januar 2022) im Département Tarn-et-Garonne in der Region Okzitanien. Sie gehört zum Arrondissement Castelsarrasin und zum Kanton Garonne-Lomagne-Brulhois (bis 2015: Kanton Lavit). Die Einwohner werden Castouzetois genannt.

## Geographie
Castéra-Bouzet liegt etwa 61 Kilometer nordwestlich von Toulouse in der Lomagne. Umgeben wird Castéra-Bouzet von den Nachbargemeinden Bardigues im Norden und Nordwesten, Saint-Michel im Norden und Nordosten, Asques im Osten, Lavit im Süden, Puygaillard-de-Lomagne im Süden und Südwesten, Saint-Jean-du-Bouzet im Westen und Südwesten sowie Mansonville im Westen.

## Bevölkerungsentwicklung
| Jahr                      | 1962 | 1968 | 1975 | 1982 | 1990 | 1999 | 2006 | 2013 |
| Einwohner                 | 212  | 217  | 189  | 147  | 153  | 131  | 118  | 116  |
| Quelle: Cassini und INSEE |      |      |      |      |      |      |      |      |

## Sehenswürdigkeiten

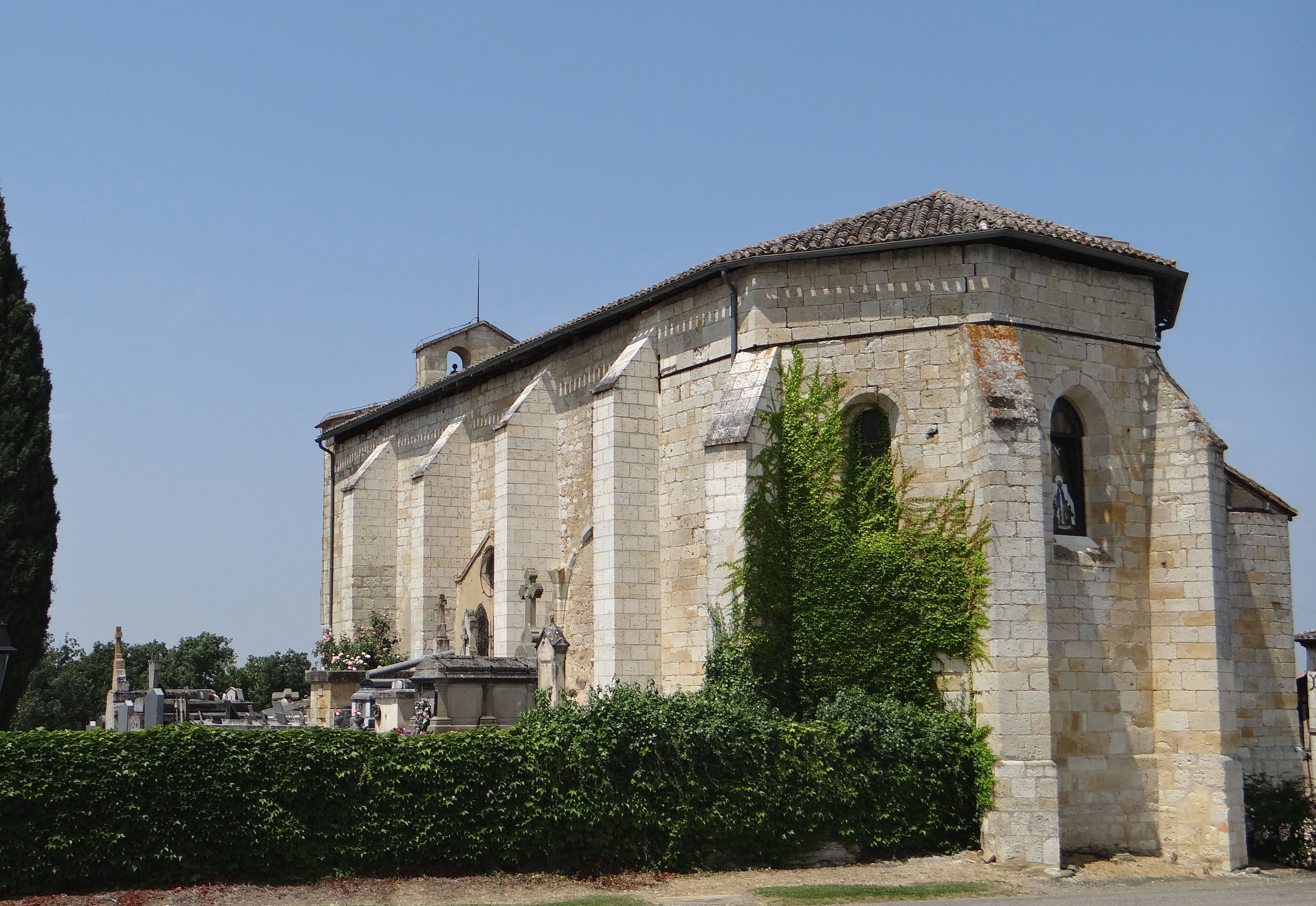
Kirche Saint-Barthélemy

- Kirche Saint-Barthélemy